# Coleophora qulikushella
Coleophora qulikushella é uma espécie de mariposa do gênero Coleophora pertencente à família Coleophoridae.